# Ampelophaga rubiginosa
Ampelophaga rubiginosa är en fjärilsart som beskrevs av Bremer och William Grey 1852. Ampelophaga rubiginosa ingår i släktet Ampelophaga och familjen svärmare. Inga underarter finns listade i Catalogue of Life.

## Beskrivning

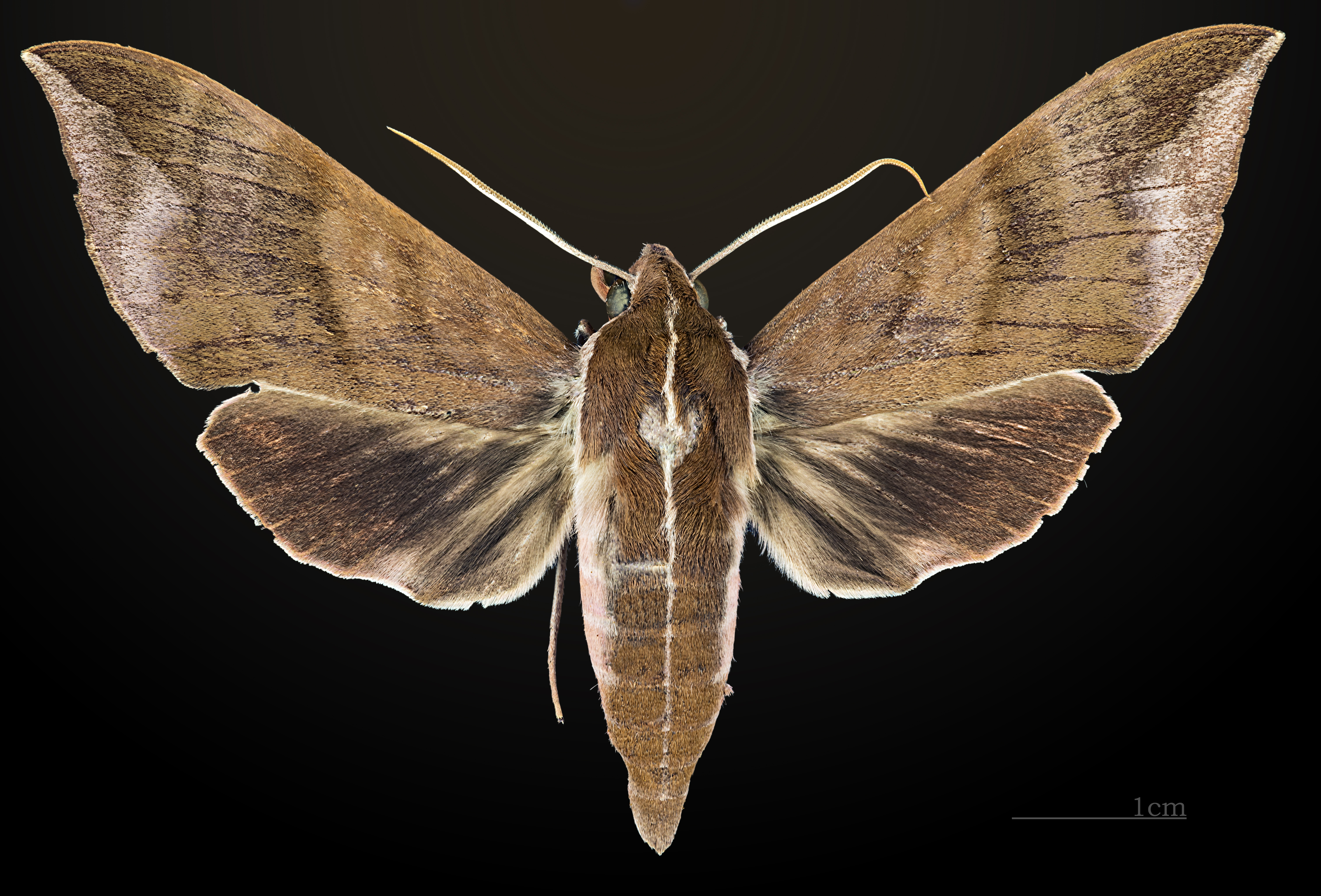
♂
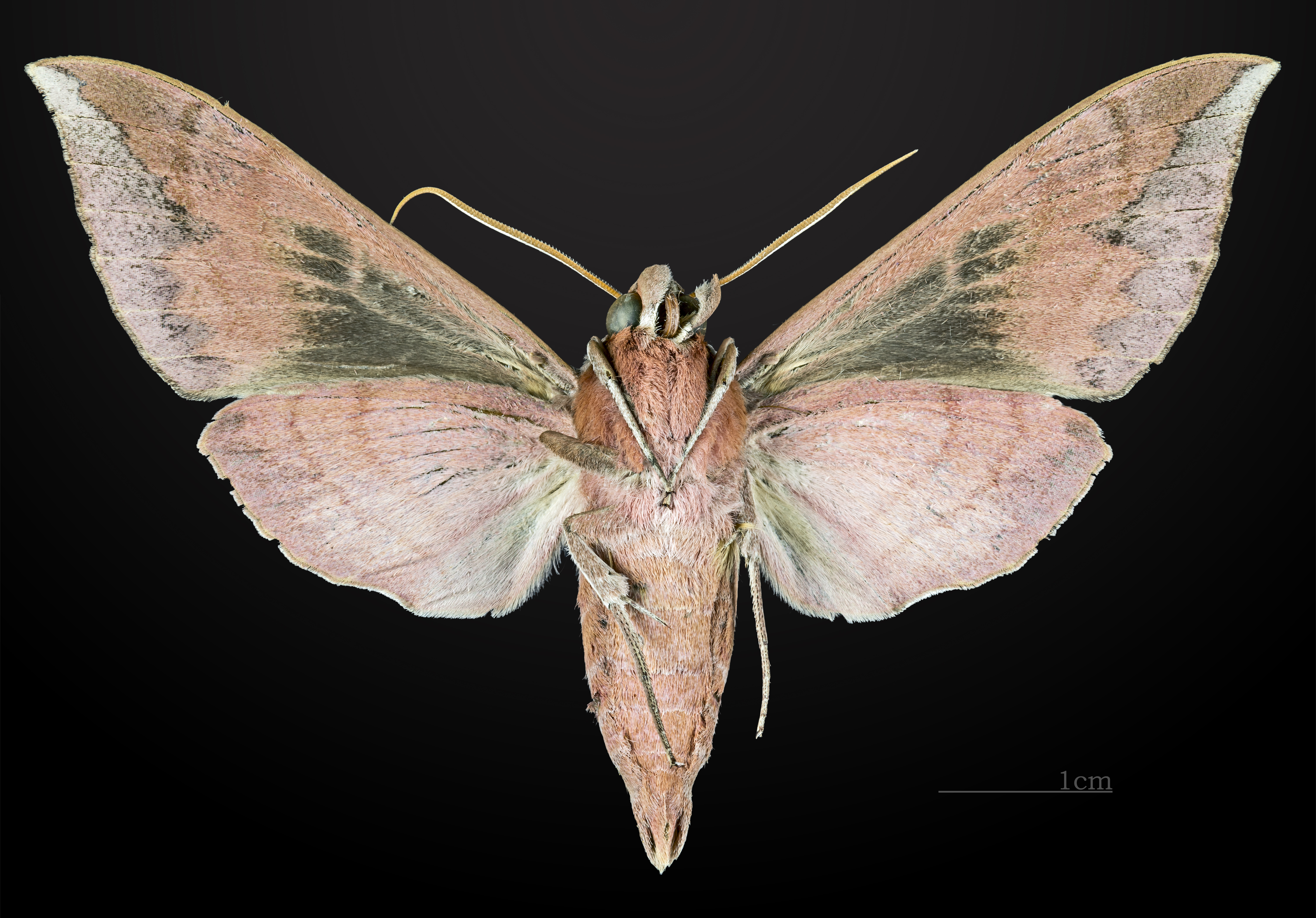
♂ △
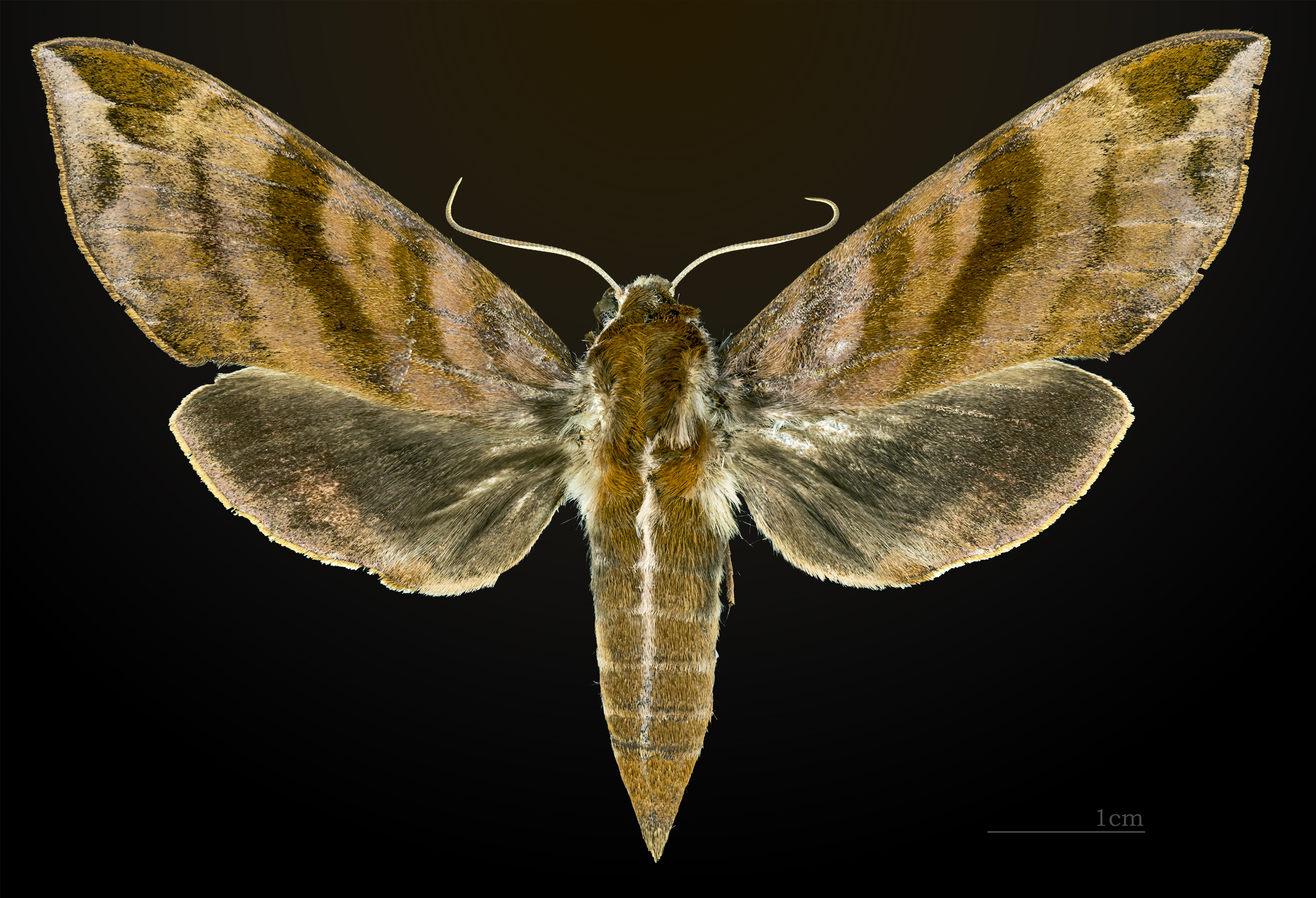
♀
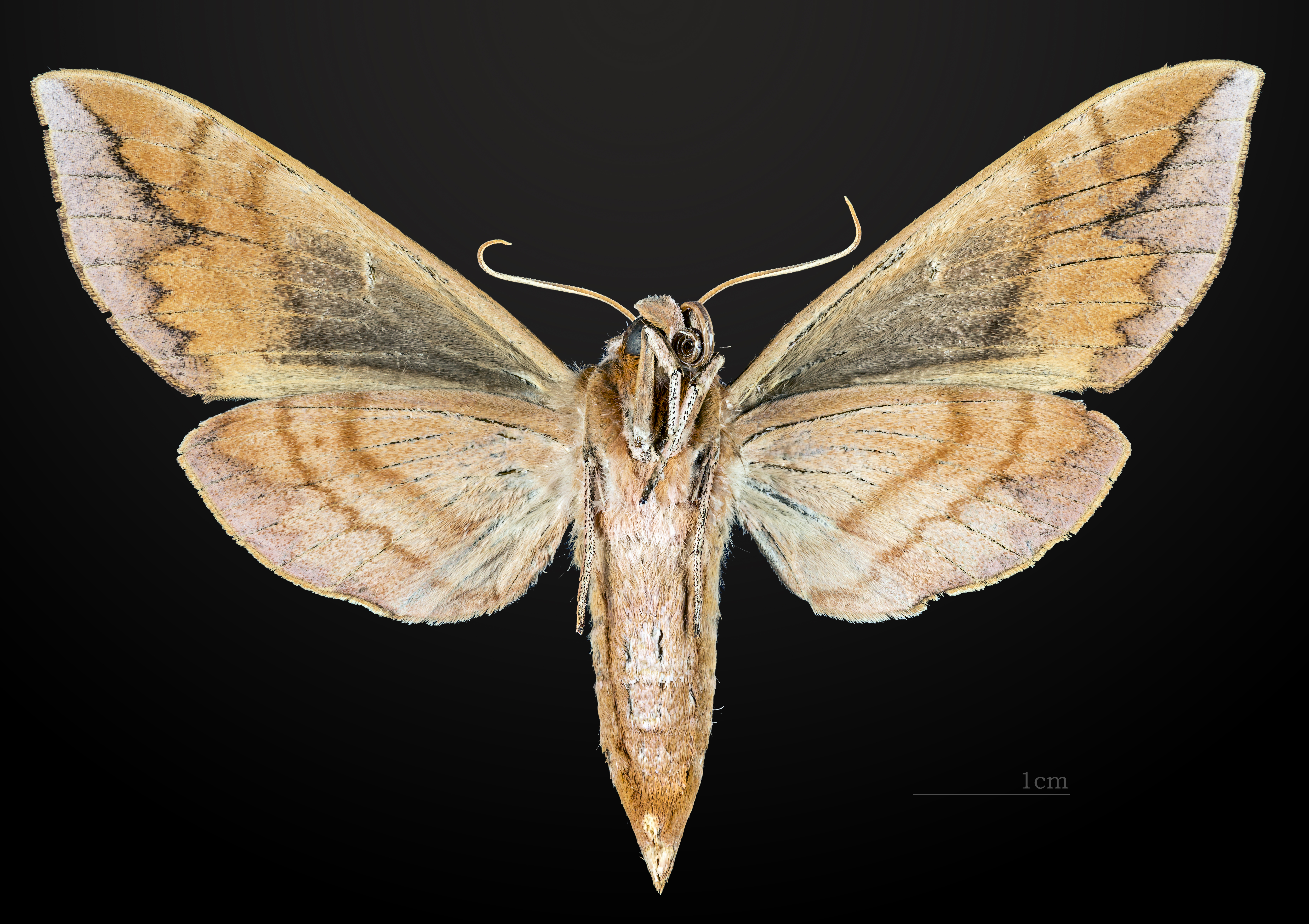
♀ △

## Bildgalleri

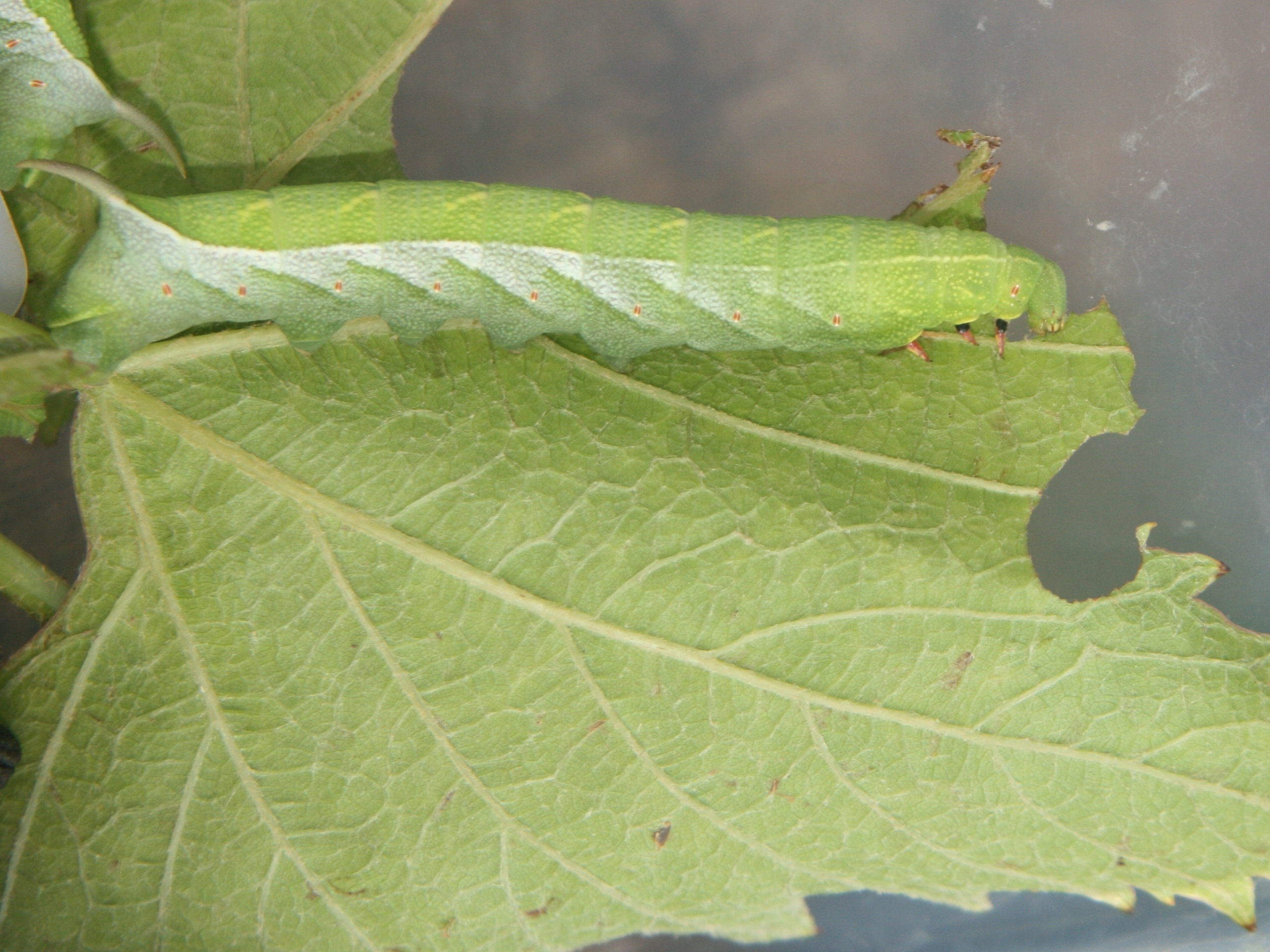
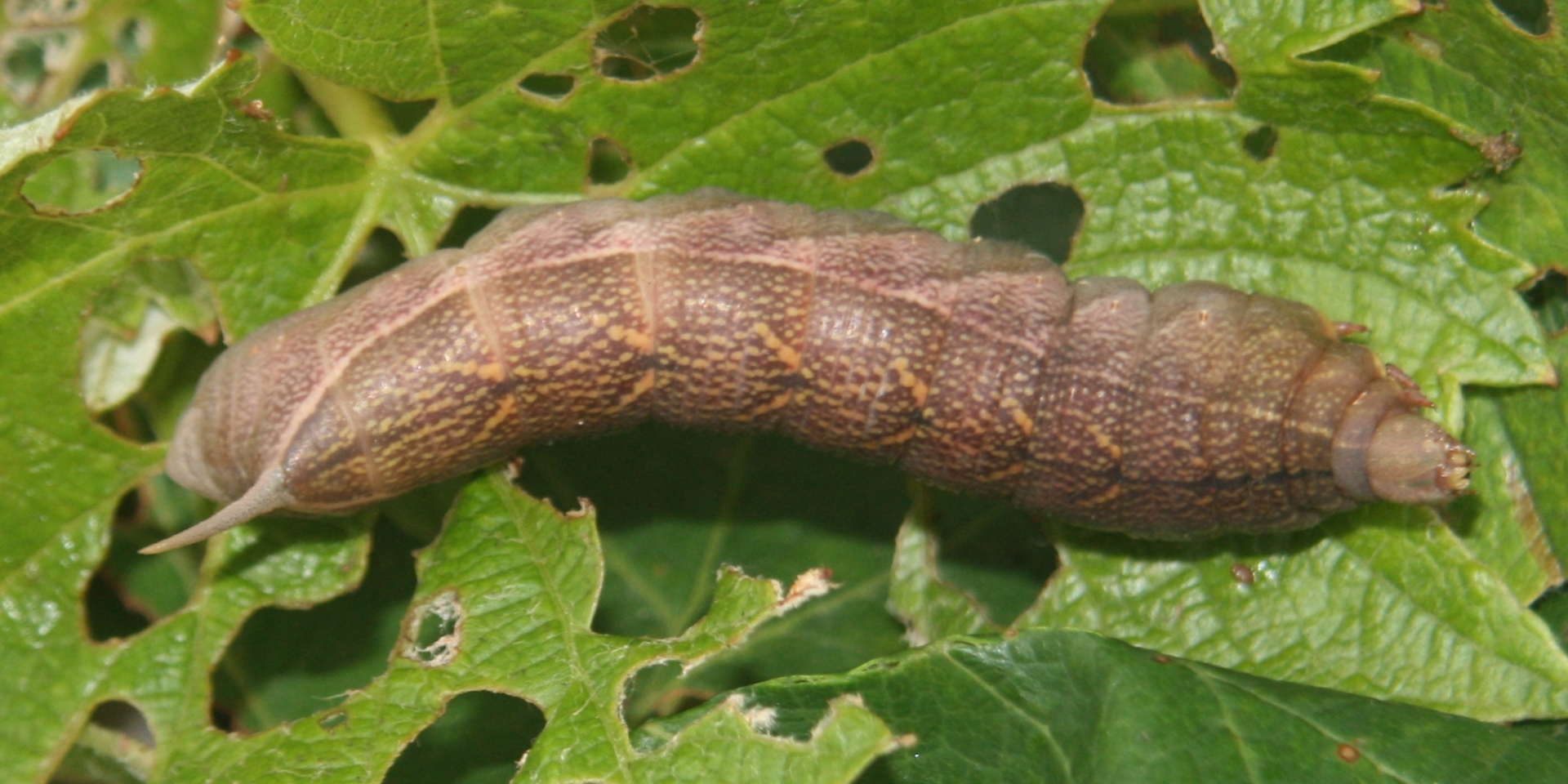
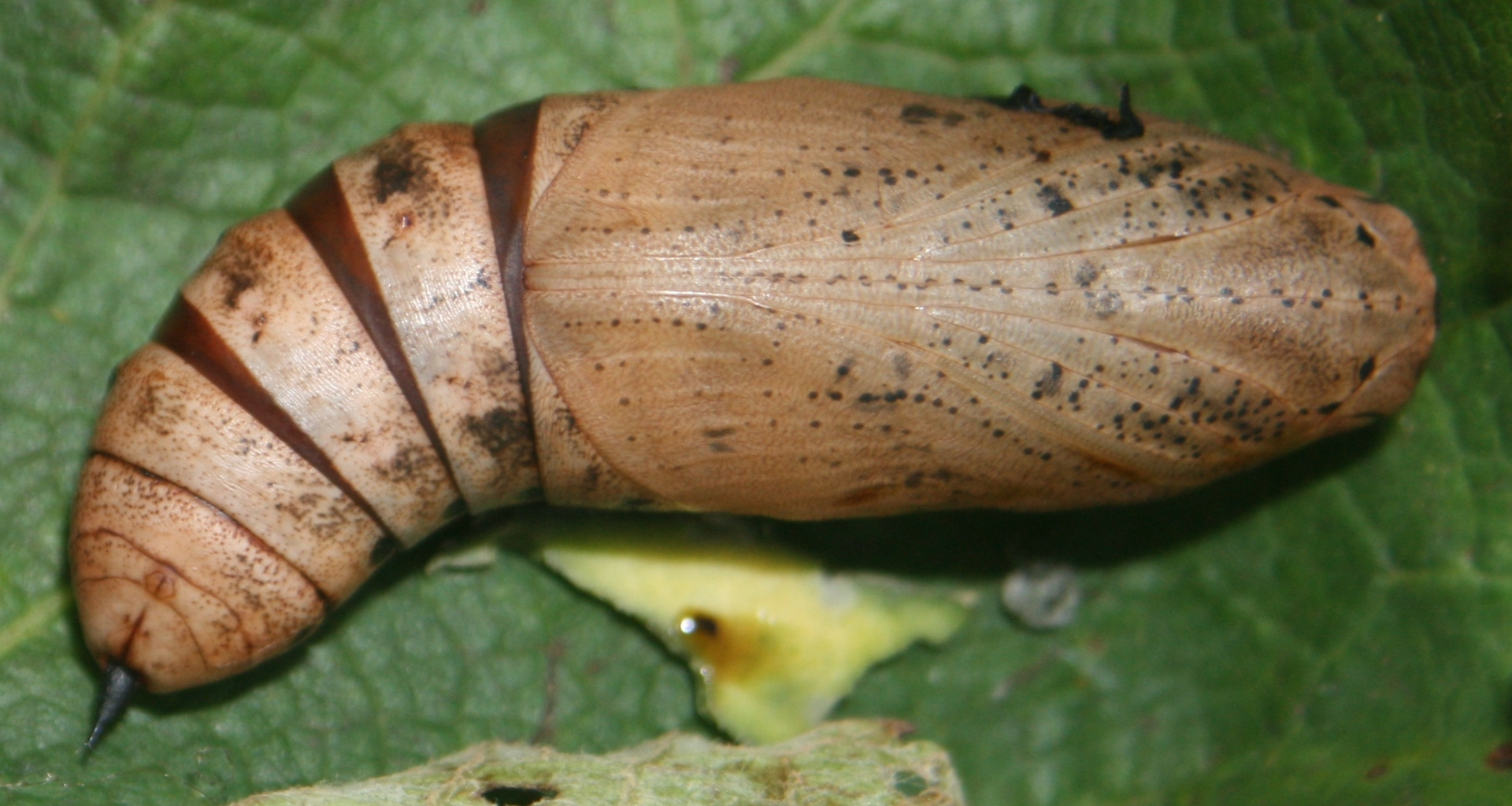
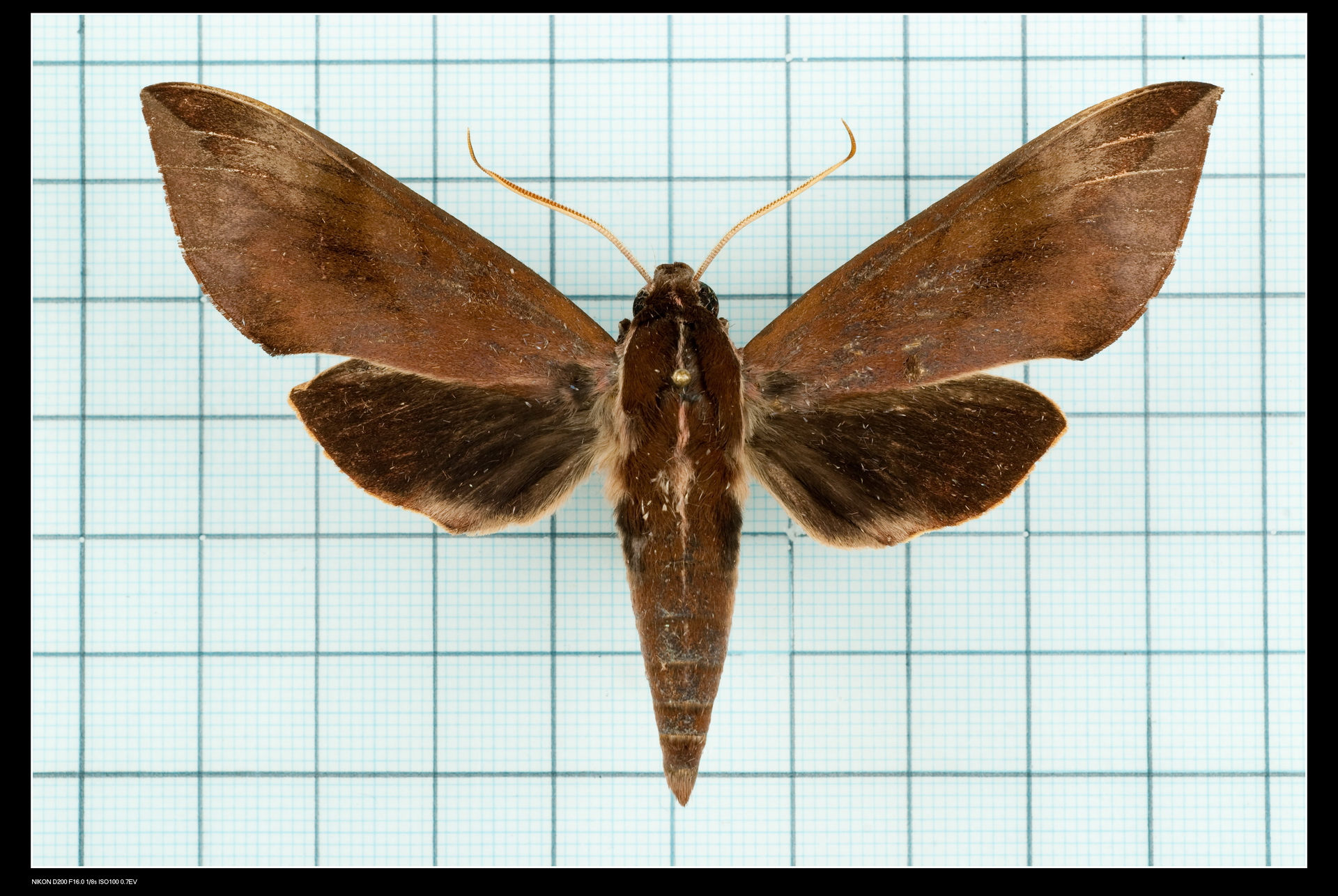
Ampelophaga rubiginosa myosotis